# Blaveta comuna
La blaveta comuna (Polyommatus icarus) és una espècie de lepidòpter papilionoïdeu de la família dels licènids (Lycaenidae). Es pot trobar a les illes Canàries, tot Europa, nord d'Àfrica, Turquia, l'Orient Mitjà i la resta de l'Àsia temperada, i abasta la major part del Paleàrtic. El 2005 se'n va descobrir una població a Mirabel, al Quebec. Depenent de la latitud i l'altitud pot ser des d'univoltina fins a polivoltina; als Països Catalans es poden donar totes aquestes situacions, i és com a mínim trivoltina a la costa.

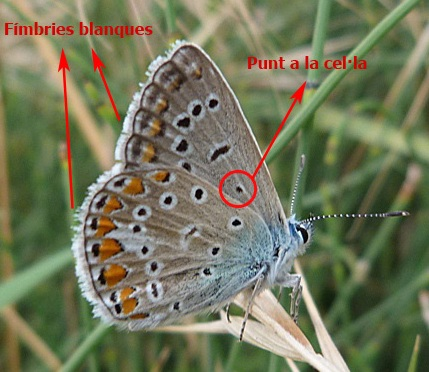
Principals trets distintius (Tàrrega, Lleida)

Envergadura alar d'entre 25 i 30 mm. Dimorfisme sexual acusat: mentre que la femella té l'anvers marró (o lleugerament blavós, depenent de l'exemplar), el del mascle és completament blau lluent. Es distingeix d'altres blavetes perquè té les fímbries completament blanques i pel punt que presenta a la cel·la del revers de les ales anteriors.
L'eruga arriba fins als 13 mm. És robusta i aprimada cap als extrems. Té el cos verd, amb una línia mitjana-dorsal verd fosca i una de blanca verdosa a cada banda sota els espiracles. Es pot alimentar de Galega, Ononis, Lotus, Medicago, Trifolium, Melilotus, Genista, Astragalus, Astracantha, Onobrychis, Anthyllis, Coronilla i d'altres. Les larves, que de manera semblant a un pugó segreguen substàncies sucroses, poden ser ateses per formigues dels gèneres Myrmica, Lasius, Formica i Plagiolepis.

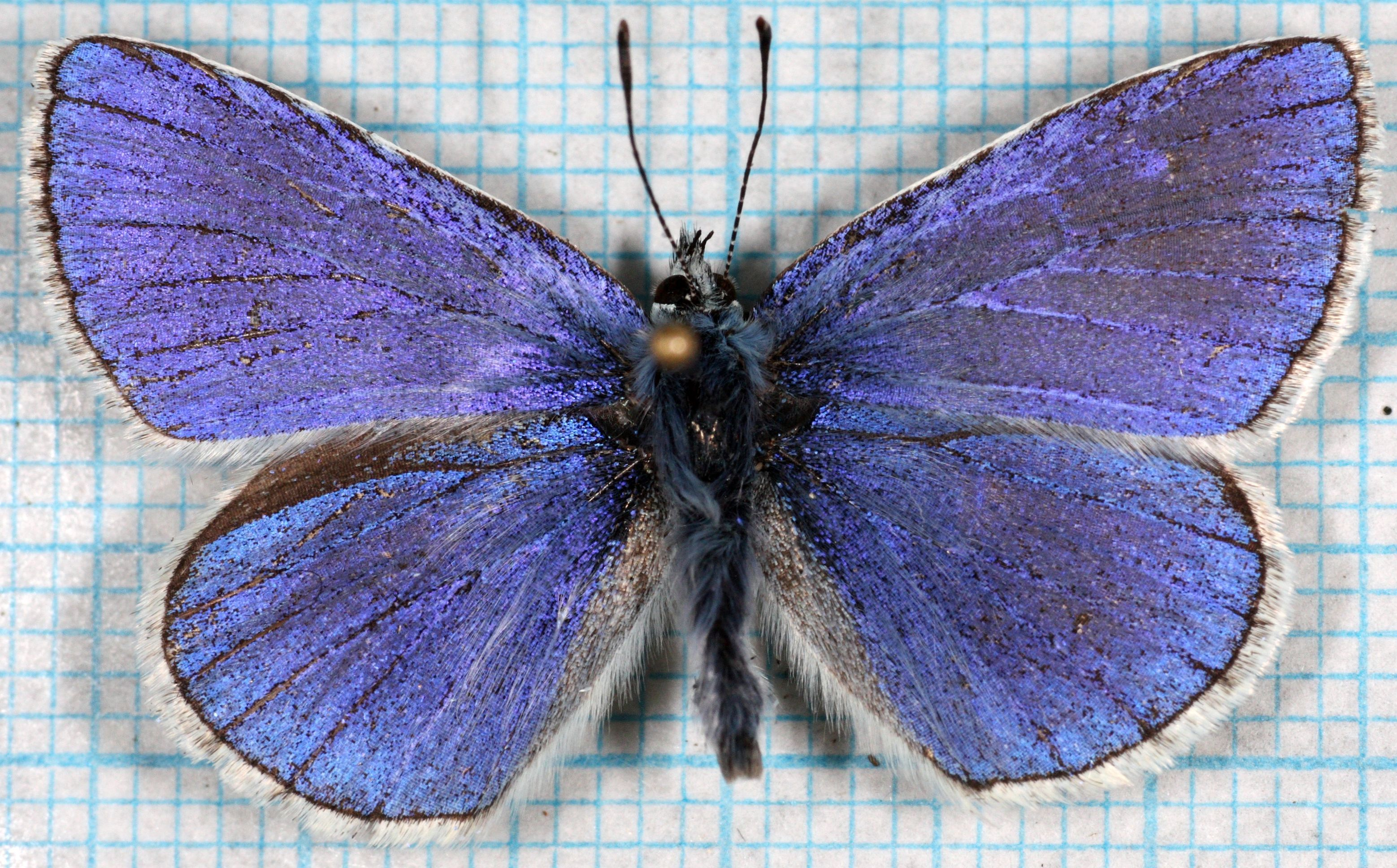
♂
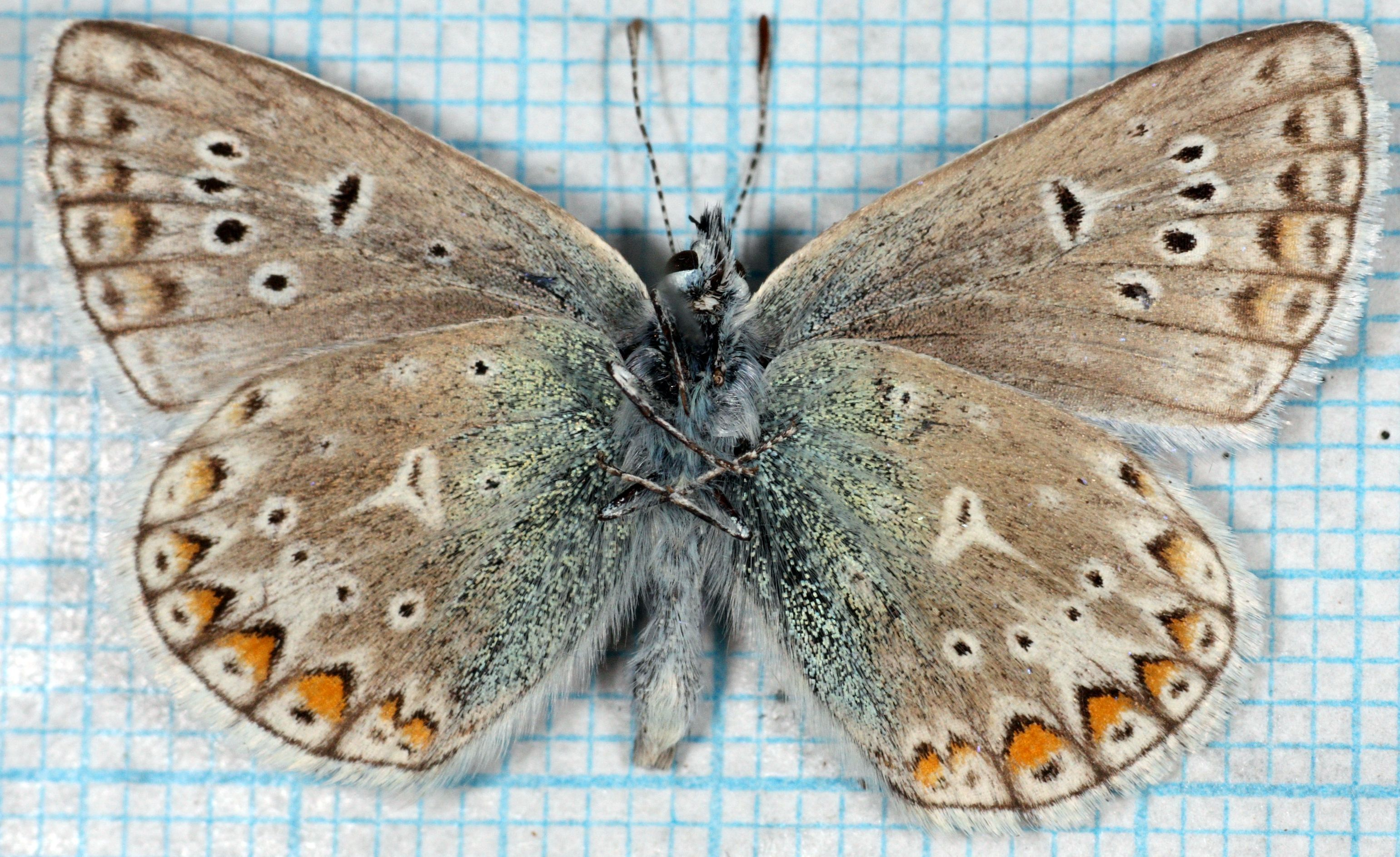
△ ♂
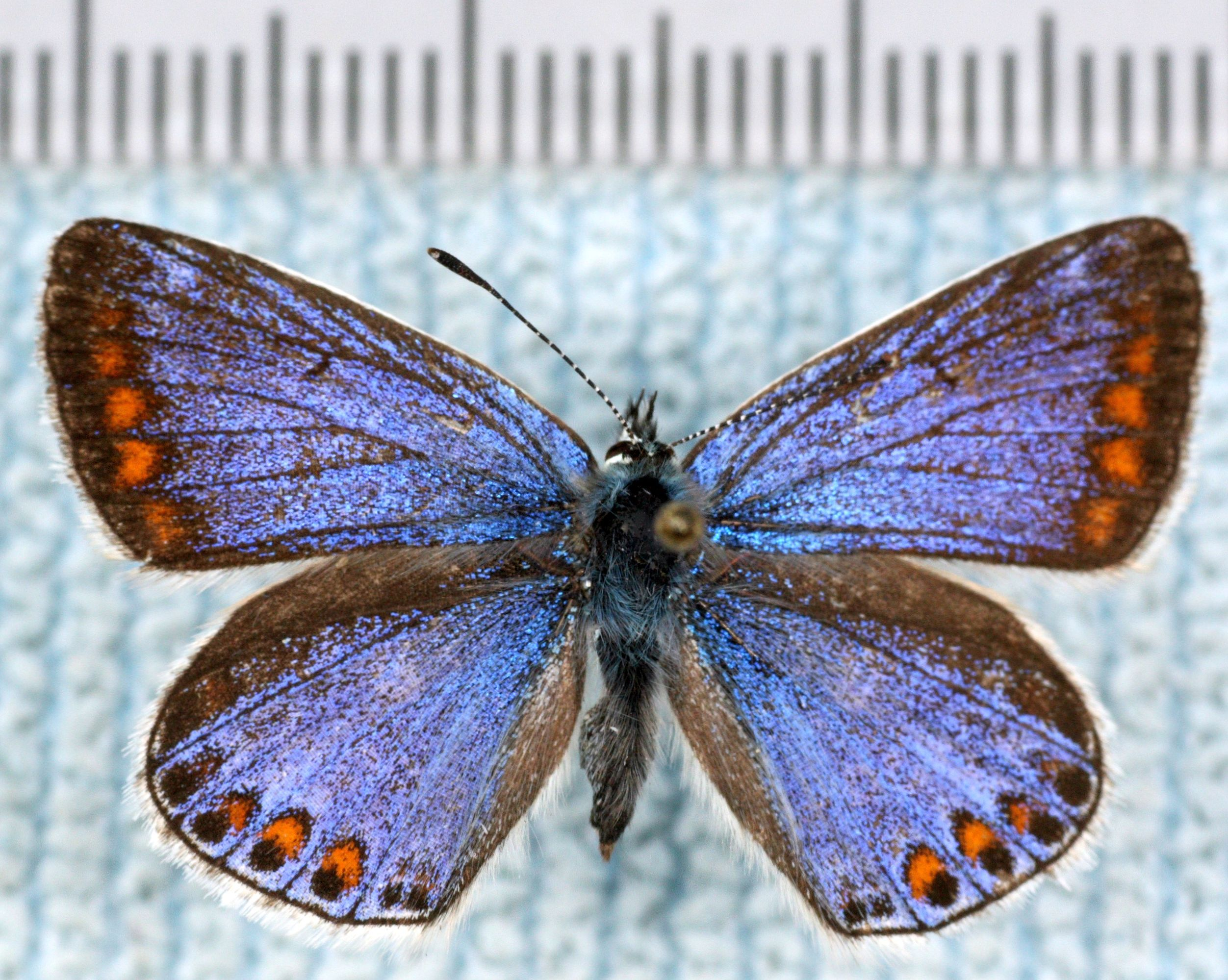
♀
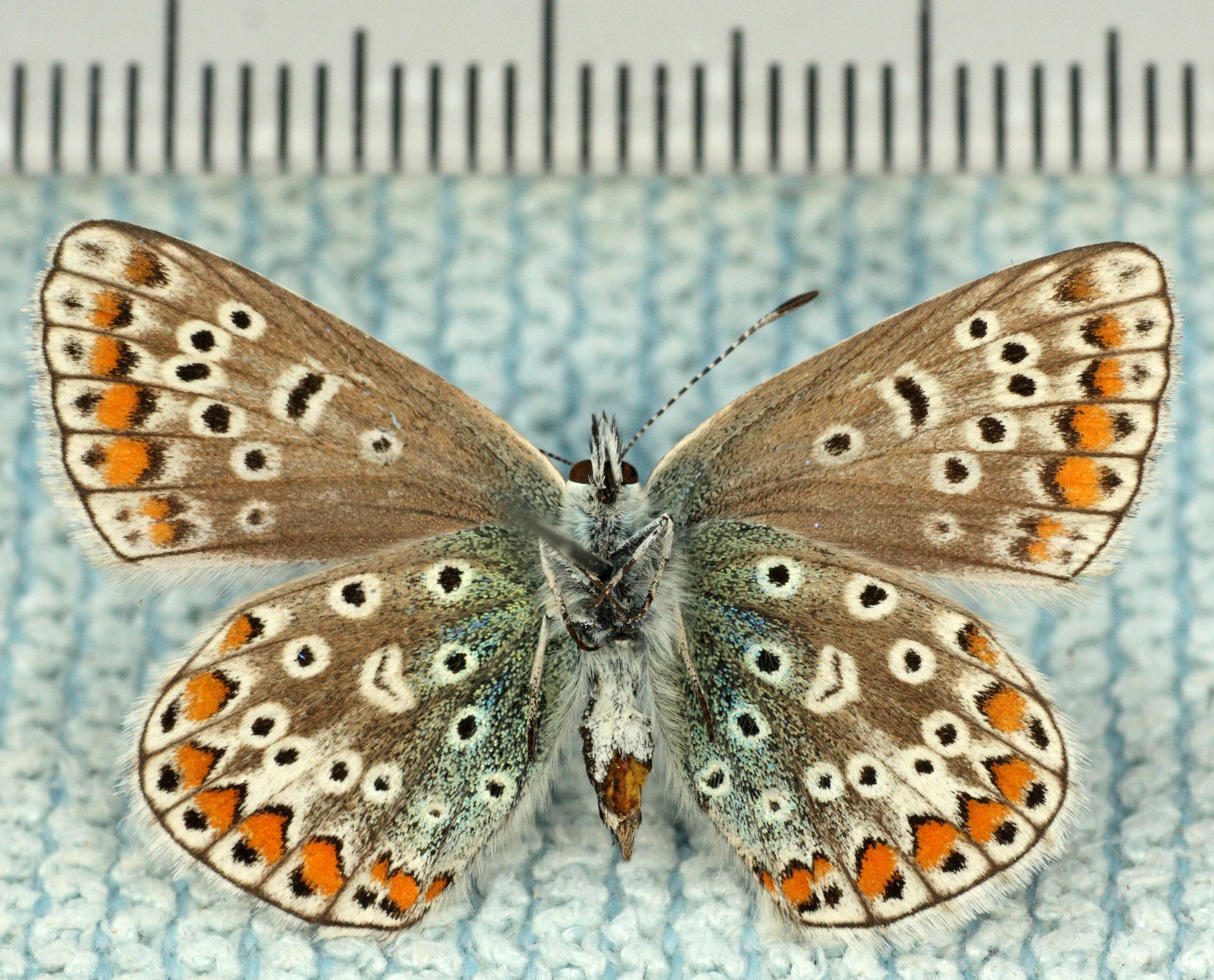
△ ♀